# Gianfranco Ravasi
Gianfranco Ravasi (Merate, Llombardia, Itàlia, 18 d’octubre de 1942) és un biblista, teòleg, arqueòleg, bibliotecari, periodista, arquebisbe i cardenal italià.

## Biografia
Ingressà als setze anys al seminari major de Milà, on es llicencià en teologia, i continuà els estudis a la Pontifícia Universitat Gregoriana i al Pontifici Institut Bíblic de Roma, on obtingué la llicenciatura en Sagrades Escriptures. Mentrestant formà part de l'equip d'arqueòlegs dirigit per Kathleen Kenyon i Roland de Vaux en diverses companyes d'excavació per Síria, Jordània, Iraq i Turquia, i singularment a la ciutat de Jericó. Domina nou idiomes, entre els quals el grec, l'hebreu i l'àrab.
El 28 de juny de 1966 fou ordenat sacerdot a Milà i poc després fou nomenat professor d'exègesi de l'Antic Testament en la Facultat de Teologia del Nord d'Itàlia. Del 1980 fins al 2002 fou director de les trobades internacionals sobre lectio divina al Centre d'Estudis San Fedele de Milà. Amic personal del cardenal Carlo Maria Martini, el 1989 aquest el nomenà director de la Biblioteca Ambrosiana, càrrec que ocuparia fins al 2007. El 1995 havia estat elegit membre de la Comissió Bíblica Pontificia i protonotari apostòlic supernumerari.
Col·laborador assidu dels diaris catòlics Avvenire i L'Osservatore Romano i de l'econòmic Il Sole 24 Ore, així com de les revistes Famiglia Cristiana i Iesus, des del 1988 dirigeix i presenta el molt seguit programa Frontiere dello Spirito de la televisió privada italiana Canale 5. És un biblista de fama internacional, especialista en textos hebreus, i ha publicat més de quaranta llibres d'exègesi de les Sagrades Escriptures. És doctor en antropologia i epistemologia de les religions per la Universitat d'Urbino.

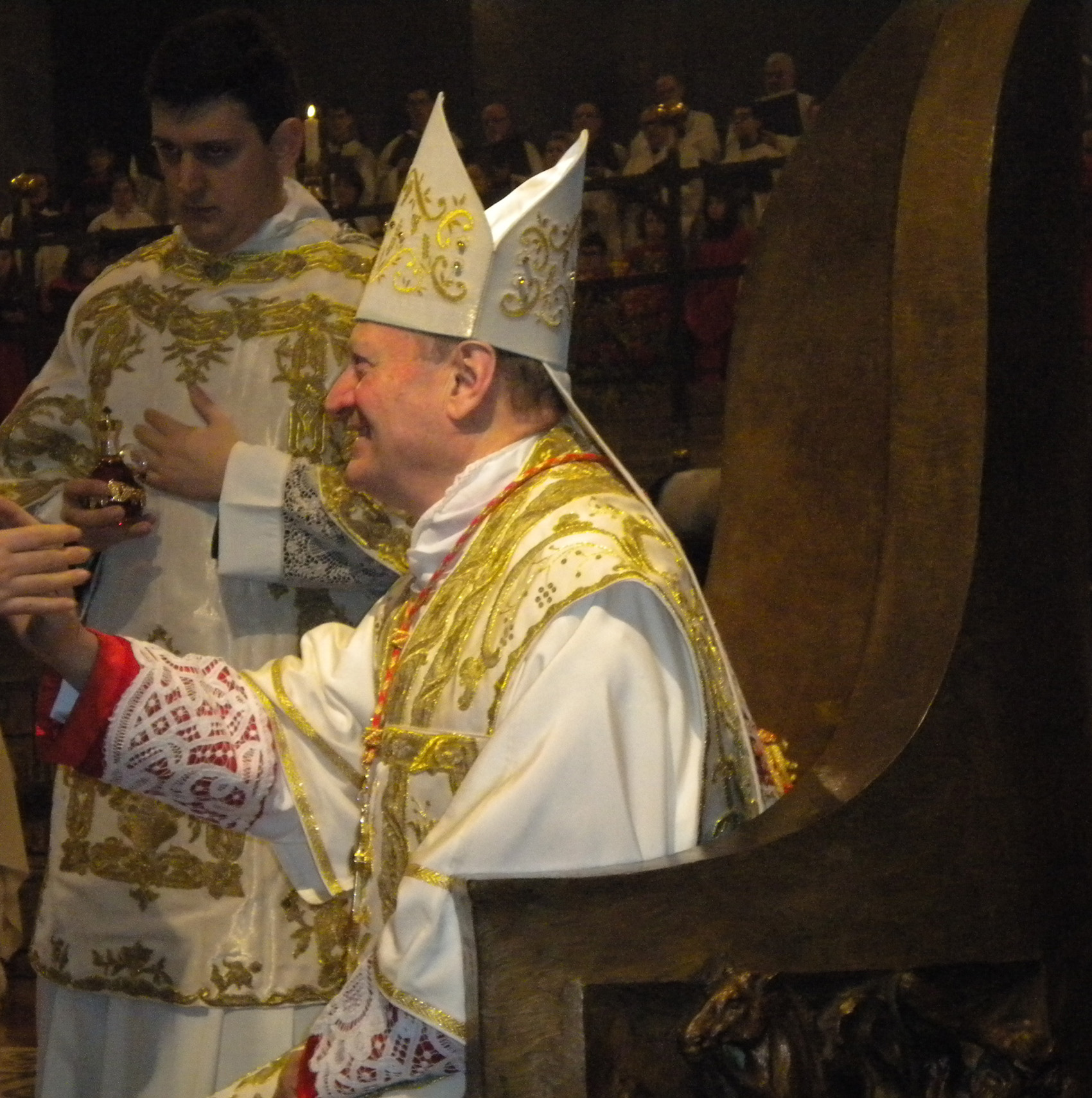
El cardenal Ravasi a Lodi el 19 de gener de 2014, por la festa de San Bassiano.

L'any 2005 havia de ser nomenat bisbe d'Assís, però a darrera hora fou vetat pel cardenal Giovanni Battista Re, prefecte de la Congregació per als Bisbes, a causa d'un article que havia publicat a la premsa i que fou considerat heterodox. De fet, Ravasi sempre s'ha alineat amb les posicions cristològiques més avançades i ha estat valedor del teòleg català Armand Puig i Tàrrech i especialment del basc José Antonio Pagola quan la Conferència Episcopal Espanyola retirà el nihil obstat a la publicació de les seves tesis sobre l'aproximació històrica a la figura de Jesús.
Tanmateix el nou papa Benet XVI invità Ravasi a redactar les meditacions del Via Crucis al Colosseu de Roma de l'any 2007, i el setembre d'aquell mateix any el consagrà personalment arquebisbe titular de Villamagna di Proconsolare alhora que el nomenava president del Consell Pontifici de la Cultura, de la Comissió Pontifícia per al Patrimoni Cultural de l'Església i de la Comissió Pontifícia d'Arqueologia Sagrada.
És l'impulsor de l'anomenat "Atri dels gentils", moviment internacional de reflexió i diàleg entre el catolicisme, les religions en general i els principals corrents de pensament contemporani, tant creients com agnòstics o ateus.
El 20 de novembre del 2010 el papa Benet XVI el creà cardenal diaca de San Giorgio in Velabro. La quaresma del 2013 aquest papa li encarregà la direcció dels exercicis espirituals destinats a tota la cúria vaticana.
L'any 2010 havia rebut el Premi Internacional Sant Tomàs d’Aquino de promoció de la cultura i l'humanisme cristià. Posseeix l’Ambrogino d'Oro, màxima condecoració de la ciutat de Milà, i el Sigillo Lombardo, el guardó més alt que atorga el govern de Llombardia.